# Лі Гьо Ра
Лі Гьо Ра (кор. 이겨라, 7 травня 1989) — південнокорейська плавчиня.
Учасниця Олімпійських Ігор 2008 року.
Призерка Азійських ігор 2006 року.